# Was heißt hier Ende? Der Filmkritiker Michael Althen
Was heißt hier Ende? Der Filmkritiker Michael Althen ist ein deutscher Dokumentarfilm von Dominik Graf aus dem Jahr 2015. Der Film porträtiert den deutschen Filmkritiker Michael Althen. Die Premiere des Films war bei der Berlinale 2015, der Kinostart am 18. Juni 2015.

## Inhalt
Im Film kommen Kollegen, Freunde, Regisseure, seine Frau und auch Michael Althen selbst zu Wort. Hierbei kommt der Film weitgehend ohne Filmausschnitte aus. Michael Althens Artikel und Zitate gehen über den eigentlichen Film hinaus und verkörpern einen leidenschaftlichen Dialog mit dem Kino.
Michael Althen machte sein Hobby einst zum Beruf und beeindruckte durch seine Eloquenz, seine Wortwahl und seine geistreichen Beobachtungen. 2011 erlag Althen seinem Krebsleiden. Dominik Graf rekonstruiert seinen Freund anhand von Gesprächen mit Filmschaffenden wie Wim Wenders, Christian Petzold und Tom Tykwer in all seinen Facetten.

## Kritik
Der Filmdienst urteilte, der Film sei „weit mehr als ein Porträt, weil er sich ausgiebig auch Althens Texten widmet, die im filmischen Medium auf ganz andere Weise lebendig werden“. Zugleich rekapituliere der Film „wehmütig eine vergangene Epoche der Filmkritik“. In seiner „Melancholie über die verlorene Zeit“ drohe „seine Vielstimmigkeit“ jedoch mitunter „etwas verloren zu gehen“.

## Auszeichnungen
Der Film erhielt beim Deutschen Filmpreis 2016 eine Nominierung in der Kategorie „Bester Dokumentarfilm“, hatte jedoch das Nachsehen gegenüber dem Film Above and Below von Nicolas Steiner.